# Distrito de Sambú
Sambú es uno de los distritos que componen la comarca indígena de Emberá-Wounaan, en Panamá.

## Descripción
El distrito posee un área de 1.296,4 km² y una población de 2.286 habitantes (censo de 2010), con una densidad demográfica de 1,76 hab/km². Se encuentra situado en la región del Darién.

## Organización
El distrito de Sambú cuenta con los siguientes corregimientos:
- Río Sábalo
- Jingurudó